# Оспино
Оспино — деревня в Шимском районе Новгородской области в составе Шимского городского поселения.

## География
Находится в западной части Новгородской области на расстоянии приблизительно 12 км на восток-северо-восток по прямой от районного центра поселка Шимск на западном берегу озера Ильмень.

## История
На карте 1840 года уже была обозначена как поселение Воспина с 27 дворами. В 1909 году здесь (деревня Новгородского уезда Новгородской губернии) было учтено 24 двора. Ныне имеет дачный характер.

## Население
Численность населения: 181 человек (1909 год), 1 (русские 100 %) в 2002 году, 0 в 2010.